# Летц, Ганс
Ганс Летц (нем. Hans Letz; 18 марта 1887, Иттенхайм, Германская империя — 14 ноября 1969, Хакенсак, штат Нью-Джерси) — американский скрипач и музыкальный педагог эльзасского происхождения.

## Биография
Учился в Германии у Йозефа Иоахима. С 1908 г. в США. На протяжении трёх лет был концертмейстером в оркестре Теодора Томаса. В 1912—1917 гг. вторая скрипка в Квартете Кнайзеля; в 1914 г. был призван на военную службу в германскую армию и на некоторое время покинул США (его заменял Сэмюэл Гарднер), но к декабрю вернулся и успел принять участие в американском турне квартета в сезоне 1914/1915, в ходе которого впервые в США исполнялась «Просветлённая ночь» Арнольда Шёнберга. После роспуска квартета Кнайзеля в 1917 году основал собственный квартет, действовавший до 1925 года и, среди прочего, впервые исполнивший струнный квартет Фрица Крейслера (1919); в составе квартета в разные годы выступали скрипачи Эдвин Бахман и Шандор Хармати, альтист Эдвард Крейнер, виолончелисты Пауло Группе, Хорас Бритт, Лайош Шук.
На протяжении многих десятилетий преподавал в Нью-Йоркском колледже музыки и в Джульярдской школе. В 1964 г. удостоен престижной премии Американской ассоциации преподавателей-струнников (годом раньше её получил Айзек Стерн, годом позже Пабло Казальс).